# Sargent (Nebraska)
Sargent – miasto w Stanach Zjednoczonych, w stanie Nebraska, w hrabstwie Custer.